# Glipa basilewskyi
Glipa basilewskyi is een keversoort uit de familie spartelkevers (Mordellidae). De wetenschappelijke naam van de soort is voor het eerst geldig gepubliceerd in 1952 door Ermisch.